# Ore kyrka
Ore kyrka är en kyrkobyggnad vid Oresjön omkring tre mil norr om Rättvik. Den tillhör Ore församling i Västerås stift.

## Kyrkobyggnaden
Föregående kyrkobyggnad uppfördes någon gång på medeltiden. Fullt utbyggd bestod kyrkan av ett rektangulärt långhus med sakristia i norr och vapenhus i söder. 1595 murades tre takvalv i kyrkorummet. 1688 byggdes sakristian ut.
Nuvarande stenkyrka uppfördes åren 1869 till 1873 efter ritningar av Ludvig Hawerman. Invigningen ägde rum 1874.
Kyrkan består av långhus med kor i öster och torn i väster. Öster om koret finns en halvrund absid där sakristian är inrymd. Sakristian skiljs av från koret med ett skrank. Södra och norra sidan har varsitt vapenhus. Långhuset och vapenhusen är täckta med sadeltak, medan absiden har ett konformat tak. Ingång finns vid tornets västra sida. Ytterligare ingångar finns i södra och norra vapenhuset.
Kyrkorummet är indelat i tre skepp, där mittvalvet har tunnvalv och sidoskeppen plana tak.

## Inventarier
- Dopfunten från 1669 är huggen i bodasten av den tyske bildhuggaren Simon Hack.
- Ovanför dopaltaret finns ett Mariaskåp tillverkat i Sverige omkring år 1520.
- Altaruppsatsen är tillverkad 1706 av Hans Daniel Kortz.
- Träfigurer av Maria med barnet gjord av Haaken Gullesson, Sankt Kristoffer och Sankt Erik är från medeltiden.
- Predikstolen är samtida med nuvarande kyrka. Ljudtaket är från gamla kyrkans predikstol.

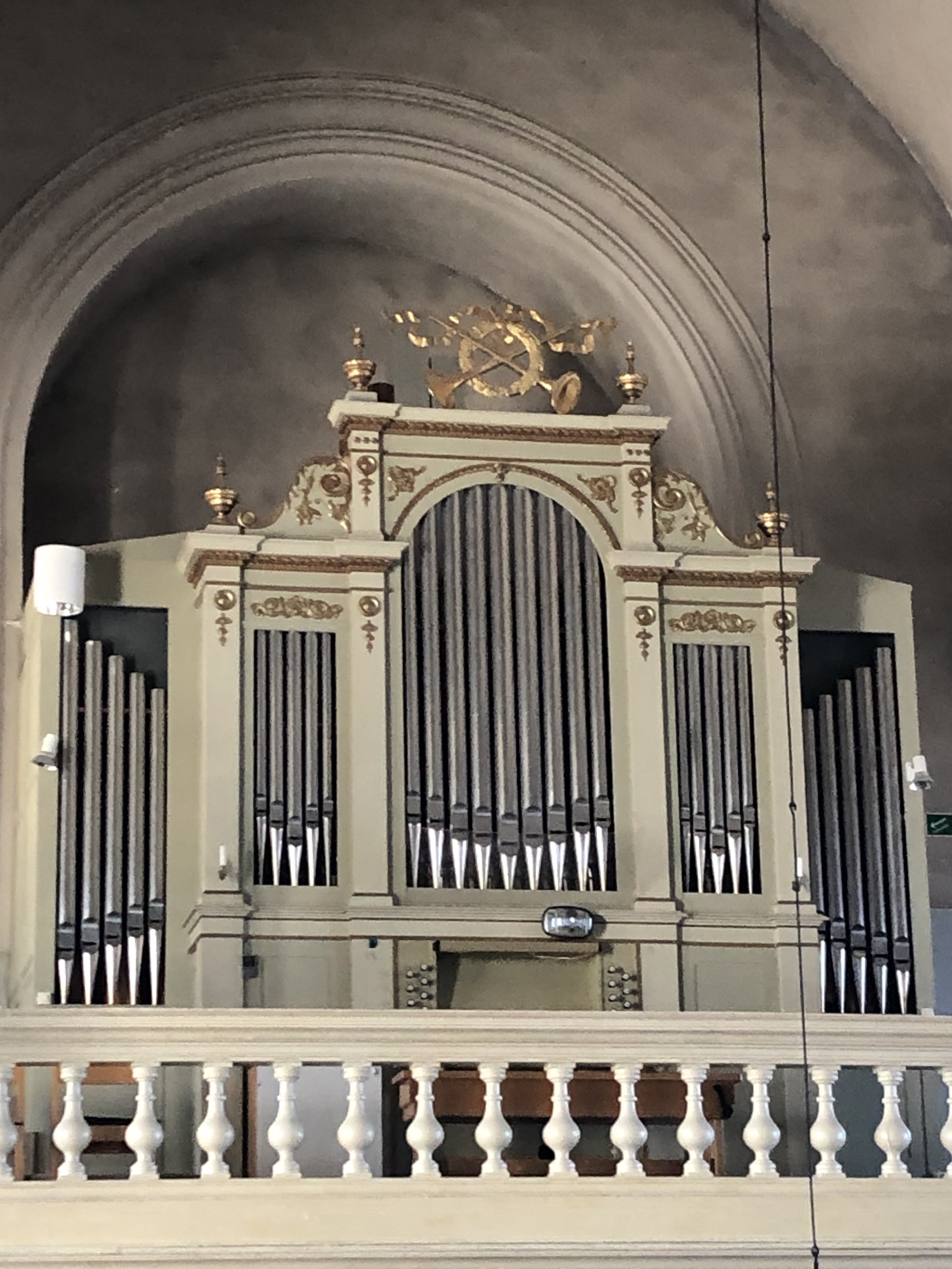
Ore kyrkas orgel

- Ore kyrkas orgelÖver kyrkans mittgång hänger fyra ljuskronor. Äldsta ljuskronan fanns i medeltidskyrkan och omnämns i ett inventarieprotokoll från 1631.

## Orgel
- 1877 byggde Per Johan Johansson, Ore en orgel med 4 stämmor.[1]
- 1902 byggde Per Johan Johansson, Ore en ny orgel med 9 stämmor, en manual och bihangspedal. Fugara 8':s baspipor är placerade i fasadens mittfält, principalens lägsta oktav är täckt och Fleut 4':s lägsta oktav var transmitterad med Salicional 8'.[2]

Disposition:
| Manual C-f3        | Pedal C-g    |
| Borduna 16' Bas    | Bihangspedal |
| Principal 8'       |              |
| Borduna 8'         |              |
| Salicional 8'      |              |
| Fugara 8'          |              |
| Octava 4'          |              |
| Fleut 4'           |              |
| Octava 2'          |              |
| Trumpet 8' Diskant |              |

- Nuvarande orgeln är mekanisk byggdes 1957 av Åkerman & Lund, Knivsta. Fasaden är från 1902 års orgel av Johansson och fick nya ljudande fasadpipor.[1] Fasaden byggdes 1957 ut på sidorna och . Vissa av Johanssons stämmor finns kvar i nuvarande orgel.[källa behövs]

Disposition:
| Huvudverk I     | Svällverk II      | Pedal         | Koppel |
| Principal 8'    | Rörflöjt 8'       | Principal 16' | I/P    |
| Gedackt 8'      | Salicional 8'     | Subbas 16'    | II/P   |
| Oktava 4'       | Gemshorn 4'       | Oktavbas 8'   | II/I   |
| Täckflöjt 4'    | Nasard 2 2/3'     | Koralbas 4'   |        |
| Kvinta 2 2/3'   | Waldflöjt 2'      |               |        |
| Oktava 2'       | Ters 1 3/5'       |               |        |
| Mixtur 4-6 chor | Scharf 4-5 chor   |               |        |
| Trumpet 8'      | Skalmeja 8'       |               |        |
|                 | Tremulant         |               |        |
|                 | Crescendosvällare |               |        |

### Webbkällor
- anläggningspresentation
- byggnadspresentation
- Rättviks kommun